# Sonia Raule
Sonia Raule (Milano, 1963) è un'autrice televisiva, conduttrice televisiva, scrittrice, produttrice televisiva ed ex modella italiana.

## Biografia
Nasce a Milano, poco dopo si sposta a Padova dove conclude gli studi. Ma è nel capoluogo lombardo che inizia la sua carriera come modella. Agli inizi degli anni novanta restaura insieme al primo marito, Bernardino Campello della Spina, le Fonti del Clitunno, proprietà di famiglia, e dopo aver dato vita all'omonima fondazione inizia a realizzare eventi culturali in occasione del Festival di Spoleto: dalla poesia sonora curata da Nanni Balestrini alle mostre di arte moderna. Sempre con la fondazione del Clitunno organizza a Praga una retrospettiva di Mimmo Paladino con il supporto e il patrocinio di Václav Havel.
Inizia a lavorare come conduttrice televisiva per il circuito Odeon Cinquestelle e successivamente passa alla Rai per occuparsi di un programma di ecologia. Nel 1997 Giovanni Minoli, allora direttore di Rai Tre le affida l'ideazione di un programma di arte che viene trasmesso alle ore 20. L'esperimento funziona, così per tre anni sarà autrice, produttrice e conduttrice di Art'è. Nel 2000 diventa direttore dei programmi di Telemontecarlo, prima donna in Italia a rivestire questo ruolo, ma lascerà dopo un anno.
Nel 2002 passa a Rai Due alla conduzione di "Regionando", un talk show di politiche regionali, per il quale intervista i maggiori esponenti della politica italiana. Dal 2005 collabora con la rivista Inside e saltuariamente con Vanity Fair per le quali realizza una serie di interviste ai maggiori registi italiani. Su il Resto del Carlino ha una rubrica settimanale di ricette delle più celebri donne della storia. Dall'incontro con Fernando Ghia, produttore di Mission nasce la società di produzione Pixit. La società produce Imago mortis opera prima di Stefano Bessoni con la Raule nel ruolo di produttore esecutivo. Co-produce Bon Appetit di David Pinillos e Come stelle cadenti di Anna Di Francisca.
Acquista i diritti del libro I fiori di Miral da cui verrà tratto il film Miral diretto da Julian Schnabel e per il quale è produttore esecutivo. Insieme al secondo marito Franco Tatò nel 2009 rilevano una partecipazione di Mikado, di cui diventa direttore. Inizia a seguire in modo innovativo i lanci dei film tra cui L'uomo che verrà di Giorgio Diritti che vince il Festival di Roma; Io sono l'amore di Luca Guadagnino che riscuote un ottimo successo internazionale e Agora, colossal di Alejandro Amenábar,  che in Italia diventa un caso.
Nel 2010 è tra i soci fondatori di Madeinart. Realizza la retrospettiva di Anish Kapoor alla Rotonda della Besana e l'installazione di una sua opera 'site specific' alla Fabbrica del Vapore. Nel 2011 scrive per Sperling con il regista armeno Vasken Berberian il romanzo Come sabbia nel vento che riscuote un'ottima critica e l'interesse della stampa. Nel 2012 è produttore associato del film di Paolo Franchi E la chiamano estate che vince il Festival di Roma per la miglior regia e migliore attrice protagonista. Nel 2017 ha pubblicato con Piemme L'amante alchimista con lo pseudonimo di Isabella Della Spina.

## Vita privata
Nel 1987 si sposa con Bernardino Campello della Spina e lascia Milano per Roma. Di lì a poco nasce il suo primo figlio.
Nel 2002 si sposa con Franco Tatò, di cui rimane vedova nel 2022; la coppia ha avuto una figlia.

## Programmi televisivi
- Art'è (Rai 3, 1997-2000 circa)
- Regionando (Rai 2, 2002-?)